# Chilakaluripet
Chilakaluripet es una ciudad y  municipio situada en el distrito de Guntur en el estado de Andhra Pradesh (India). Su población es de 101398 habitantes (2011). Se encuentra a 42 km de Guntur y a 77 km de Vijayawada. 

## Demografía
Según el censo de 2011 la población de Chilakaluripet era de 101398 habitantes, de los cuales 50207 eran hombres y 51191 eran mujeres. Chilakaluripet tiene una tasa media de alfabetización del 71,54%, superior a la media estatal del 67,02%: la alfabetización masculina es del 79,90%, y la alfabetización femenina del 63,43%.